# 韦尔塔
韦尔塔，是西班牙卡斯蒂利亚-莱昂萨拉曼卡省的一个市镇。 总面积14平方公里，总人口292人（2001年），人口密度21人/平方公里。